# Pluralis majestatis
Pluralis majestatis (uit Latijn: pluralis maiestatis, letterlijk meervoud van verhevenheid; ook: majesteitsmeervoud, pauselijk meervoud of koninklijk meervoud) is het gebruik van het meervoud terwijl men naar zichzelf verwijst, dus in plaats van "ik", om de eigen belangrijkheid te benadrukken. Hetzelfde middel wordt ingezet voor het tegenovergestelde doel: de meervoudsvorm die wordt gebruikt om de aandacht van het eigen belang af te leiden, heet pluralis modestiae, meervoud van bescheidenheid. 
Dit gebruik is met name gangbaar bij verheven personen zoals monarchen ("Wij Willem-Alexander..."), bisschoppen en pausen. Paus Johannes Paulus I besloot bij zijn aantreden de pluralis majestatis niet te gebruiken. 
In de praktijk wordt de pluralis majestatis alleen nog in vaste uitdrukkingen gebruikt, bijvoorbeeld in wetten. Zelfs in de troonrede (Nederlandse koning) of de kersttoespraak (Belgische koning) gebruikt het staatshoofd ik.

## Verklaringen
Voor het bestaan van de pluralis majestatis kunnen meer verklaringen worden gegeven.
- Eerbied - Volgens een verklaring zou deze vorm eerbied uitdrukken.[bron?] Hij is dan vergelijkbaar met het vousvoyeren (het u-zeggen), als men daarbij de meervoudsvorm gebruikt. Dat is het geval in het Frans (vous) en het Duits (Sie), maar valt ook nog te ontwaren in de geschiedenis van het Engels en het Nederlands: you en gij waren oorspronkelijk meervoudsvormen. Ook in het Limburgs zijn u en jullie gelijk (geer). Maar die meervoudsvorm is niet de gewone vorm in de taal: de standaardvorm is het enkelvoud, en het meervoud komt in het algemeen veel minder vaak voor. Het is daarmee een bijzondere vorm.

Met de meervoudsvorm zou dus worden uitgedrukt dat de aangesproken persoon hoog geacht wordt. Met de pluralis majestatis sprak een vorst dan met achting over zichzelf, iets wat alleen een vorst zich kon permitteren.
- Positie - Een geheel andere verklaring is gebaseerd op de positie van de vorst in de bestaansketen. Volgens deze visie[bron?] nam hij een functionele positie in tussen de oppermachten en de gewone mensen. Zijn macht strekte zich ook uit over het geheel van die mensen, voor zover zij land bezaten of andere goederen, ontleenden zij het recht daartoe aan hem: niet alleen was de vorst het hoofd van de maatschappij, hij was de maatschappij. Het meervoud was dan functioneel.

- Meerhoofdig gezag in het Romeinse Rijk - In het Romeinse rijk was twee- of meerhoofdig gezag normaal: bijvoorbeeld twee consuls, twee aedilen, twee of meer keizers tegelijk in de periode van Marcus Aurelius tot Zeno van Byzantium. Gebruik van de "Wij"-vorm in besluiten ligt dan voor de hand.

## Lodewijk XIV en Victoria
De visie van de functionaliteit was, indien zij juist is, al tanende toen Lodewijk XIV zijn roemruchte l'État, c'est moi zou hebben uitgesproken. Want in de eerste plaats sprak hij in het enkelvoud. In de tweede plaats blijkt uit het enkele feit dat hij het nodig vond dit te beweren reeds, dat het geen vanzelfsprekende opvatting (meer) was.
Wellicht het bekendste citaat waarin de pluralis majestatis is gebruikt, is het aan koningin Victoria toegeschreven We are not amused. Volgens een aantal bronnen sprak ze echter niet alleen over zichzelf, maar ook over de hofdames. In dat geval gebruikte ze een gewoon meervoud.
Ook in het geval van de 18e-eeuwse vrijbuiter Adriaan van Campen, spreekwoordelijk met '"Hier zijn wij", sprak van Campen, en hij was alleen', is de grens tussen letterlijk en overdrachtelijk meervoud niet altijd even scherp te trekken.